# Pierrekin de la Coupele
Pierrekin de la Coupele (fl. 1240-1260) è stato un troviero francese, originario di Pas-de-Calais, probabilmente le zone chiamate oggi Coupelle-Vieille e Coupelle-Neuve.

## Biografia
Considerato un poeta povero, i suoi collegamenti letterari e la sua attività (floruit) possono essere stabiliti tramite la sua canzone Je chant en aventure, diretta a un innominato Conte di Soissons, di solito identificato con Jehan de Nesle, chiamato le Bon et le Bègue, il quale era certamente familiare ai trovieri. 
Dell'opera completa di Pierrekin, ci restano sei componimenti, di cui la metà comprensivi di notazione musicale. Una successiva aggiunta allo Chansonnier du Roi, la canzone A mon pooir ai servi è through-composed con notazione mensurale. I versi equivalenti in lunghezza non sono tutti trattati ritmicamente in modo identico. Le altre canzoni di Pierrekin sopravvissute con la musica sono Cançon faz non pas vilaine e Je chant en aventure. Non ci è pervenuta la notazione musicale delle tre canzoni J'ai la meillor qui soit en vie, Quant ivers et frois depart e Quant li tens jolis revient.

## Fonti
- Theodore Karp. "Pierrekin de la Coupele." Grove Music Online. Oxford Music Online. (url consultato il 20 settembre 2008).